# Таблица на отговорностите
Таблицата на отговорностите е инструмент за определяне на ролите в рамките на един проект. В англоезичната литература таблицата е известна и като RACI (Responsible, Accountable, Consulter, Informed), акроним на първите букви на ролите, които най-често се използват. В нея участниците в проекта (може да е на ниво личности или на ниво организации) заемат колоните, а работните задания заемат редовете. Във всяко поле на таблицата се отбелязва какво отношение има съответният участник към съответната задача. Таблицата на отговорностите се изготвя във фазата на планиране на проекта, за да може по време на изпълнението да се знае кой за какво носи отговорност през цялата му продължителност.
| ЗАДАНИЯ     | Георги | Галя | Антон | Стела | Мария | Олег |
| ----------- | ------ | ---- | ----- | ----- | ----- | ---- |
| Проучване   | Р      | О    | И     | К     | К     |      |
| Проектиране | И      | О    | К     |       |       | Р    |
| Реализация  | Р      | О    | И     |       |       | К    |
| Предаване   | Р      | О    | И     | К     | К     | К    |

## Роли
Има различни вариации за възможните роли по конкретно задание. Ролите могат да варират за различните проекти, като дори е възможно различните задания в един проект да се разминават по това какви роли участват в тях. Основните роли са:
- Реализиращ – извършва основната работа по заданието. В някои случаи може да има изискване да има само един участник в тази роля. Тогава всички други, които реално работят по заданието автоматично се превръщат в съдействащи.
- Отговарящ – контролира работа и е държан отговорен за нея. На практика това е ръководителя на заданието, ако го разглеждаме като един малък подпроект.
- Консултиращ – има компетенциите да изпълни задачата или част от нея, но в случая само консултира. Комуникацията с консултиращия е в двете посоки, най-често с реализиращия
- Информиран – получава информация (най-често под формата на отчети) за развитието на работата по заданието

Има и други роли, които се появяват в различни вариации на модела:
- Съдействащ – помага на реализиращ. Тази роля често се въвежда в случаи, когато има изискване да има само един реализиращ. Тогава всички други реализиращи автоматично се превръщат в съдействащи.
- Удостоверяващ – извършва необходимите огледи и ревизии, за да удостовери, че извършената работа отговаря на изискванията или на различни стандарти.
- Подписващ – приема свършената работа и подписва приемно-предавателния протокол (ако има такъв)

(*) Наименованията на ролите са подбрани така, че да са едновременно описателни и с различни инициали.